# Danielle L. Jensen
Danielle L. Jensen (ur. w Calgary) – kanadyjska pisarka, autorka książek fantasy dla młodzieży.

## Życiorys
Urodziła się i wychowała w Calgary. Uczęszczała tam na University of Calgary. W 2003 ukończyła studia. Pracowała w przemyśle naftowym i gazowym. W 2010 zaczęła studiować literaturę angielską na Mount Royal University. Jako pisarka książek young adult zadebiutowała w 2014, ale zaczęła pisać w 2008.
Cały czas mieszka w Calgary, razem ze swoim partnerem i córką.

## Odbiór
W 2014 znalazła się wśród finalistów nagrody GoodReads Choice Award jako debiutująca autorka. 29 stycznia 2020 jej powieść, Królestwo Mostu, znalazła się na 19. miejscu wśród TOP100 sklepu Empik w kategorii literatury młodzieżowej.

## Twórczość

### CyklTrylogia Klątwy
- The Songbird’s Overture (2014, opowiadanie)
- Porwana Pieśniarka (ang. Stolen Songbird, 2014)
- Ukryta łowczyni (ang. Hidden Huntress, 2015)
- Waleczna czarownica (ang. Warrior Witch, 2016)
- Niedoskonali (ang. The Broken Ones, 2017)

### CyklMroczne Wybrzeża
- Mroczne wybrzeża (ang. Dark Shores, 2019)
- Mroczne niebo  (ang. Dark Skies, 2020)
- Pozłacany wąż (ang. Gilded Serpent, 2021)

### CyklKrólestwo Mostu
- Królestwo Mostu (ang. The Bridge Kingdom, 2019)
- Zdradziecka Królowa (ang. The Traitor Queen, 2020)
- Niechciany następca (ang. The Inadequate Heir, 2022)